# 大針インターチェンジ
大針インターチェンジ（おおはりインターチェンジ）は、岐阜県加茂郡坂祝町大針にあるインターチェンジである。

## 概要
国道21号（坂祝バイパス）と国道248号（太田バイパス）が接続する、平面交差のインターチェンジである。交差点名は「大針I.C」。
国道21号は可児市今渡の住吉南交差点から当交差点までの区間で国道248号と重複する。
2016年（平成28年）3月26日、坂祝バイパスの全面開通により運用を開始。

## 周辺
- 中日本自動車短期大学
- 美濃加茂市立西中学校
- 長良川鉄道越美南線 前平公園駅